# Johann David Wissel
Johann David Wissel (* 11. August 1818 in Seligenstadt; † 23. Mai 1863 ebenda) war ein hessischer Bürgermeister und Abgeordneter der 2. Kammer der Landstände des Großherzogtums Hessen.
Johann David Wissel war der Sohn des Handelsmanns Johann Georg Wissel und dessen Ehefrau Katharina, geborene Orth. Wissel, der katholischen Glaubens war, war Bürgermeister in Seligenstadt und heiratete Katharina geborene Alexander.
Von 1862 bis 1863 gehörte er der Zweiten Kammer der Landstände an. Er wurde für den Wahlbezirk Starkenburg 4/Seligenstadt gewählt. In den Ständen vertrat er liberale Positionen.